# 海南木姜子
海南木姜子（学名：Litsea litseifolia）为樟科木姜子属下的一个种。